# Skellefte HB
Skellefte Handboll (Skellefte HB) var en handbollsklubb från Skellefteå, vars damlag har spelat i högsta nationella serien. Herrlaget nådde inte sådana framgångar.
År 1986 kvalade klubben till damallsvenskan (nuvarande SHE) och lyckades ta sig till damallsvenskan på bekostnad av Kalmar AIK. Det ledde i förlängningen till att Helena Johansson, som spelade i Kalmar AIK, hamnade i klubben. Man klarade sig kvar i allsvenskan första året, kom på åttonde plats med 9 poäng. Året efter gick det sämre och klubben tog bara tre poäng och det innebar att laget blev degraderade till division 2. Landslagsmålvakten Lena Wiklund började spela för klubben 1985 och spelade kvar åtminstone till 1988.
Klubben har senare lagts ner oklart när.År 2022 bildades en ny handbollsförening i Skellefteå, med namnet H22 Skellefteå HK.